# Manhattan (film)
Manhattan je americké romantické filmové drama z roku 1979. Natočil jej režisér Woody Allen podle scénáře, který napsal spolu s Marshallem Brickmanem. Kromě Allena, který ztvárnil hlavní roli, ve snímku hráli například Mariel Hemingway, Diane Keatonová a Meryl Streepová. Ve snímku je použita hudba skladatele George Gershwina. Film byl neúspěšně nominován na dva Oscary a jeden Zlatý glóbus. V několika kategoriích byl rovněž nominován na cenu BAFTA.